# فرودگاه شهری فورت سامنر
فرودگاه شهری فورت سامنر (به انگلیسی: Fort Sumner Municipal Airport) (به زبان بومی: Fort Sumner AAF) یک فرودگاه همگانی با کد یاتا FSU است که یک باند فرود آسفالت دارد و طول باند آن ۱۷۶۸ متر است. این فرودگاه در کشور ایالات متحده آمریکا قرار دارد و در ارتفاع ۱۲۶۹ متری از سطح دریا واقع شده است.